# Arte copto

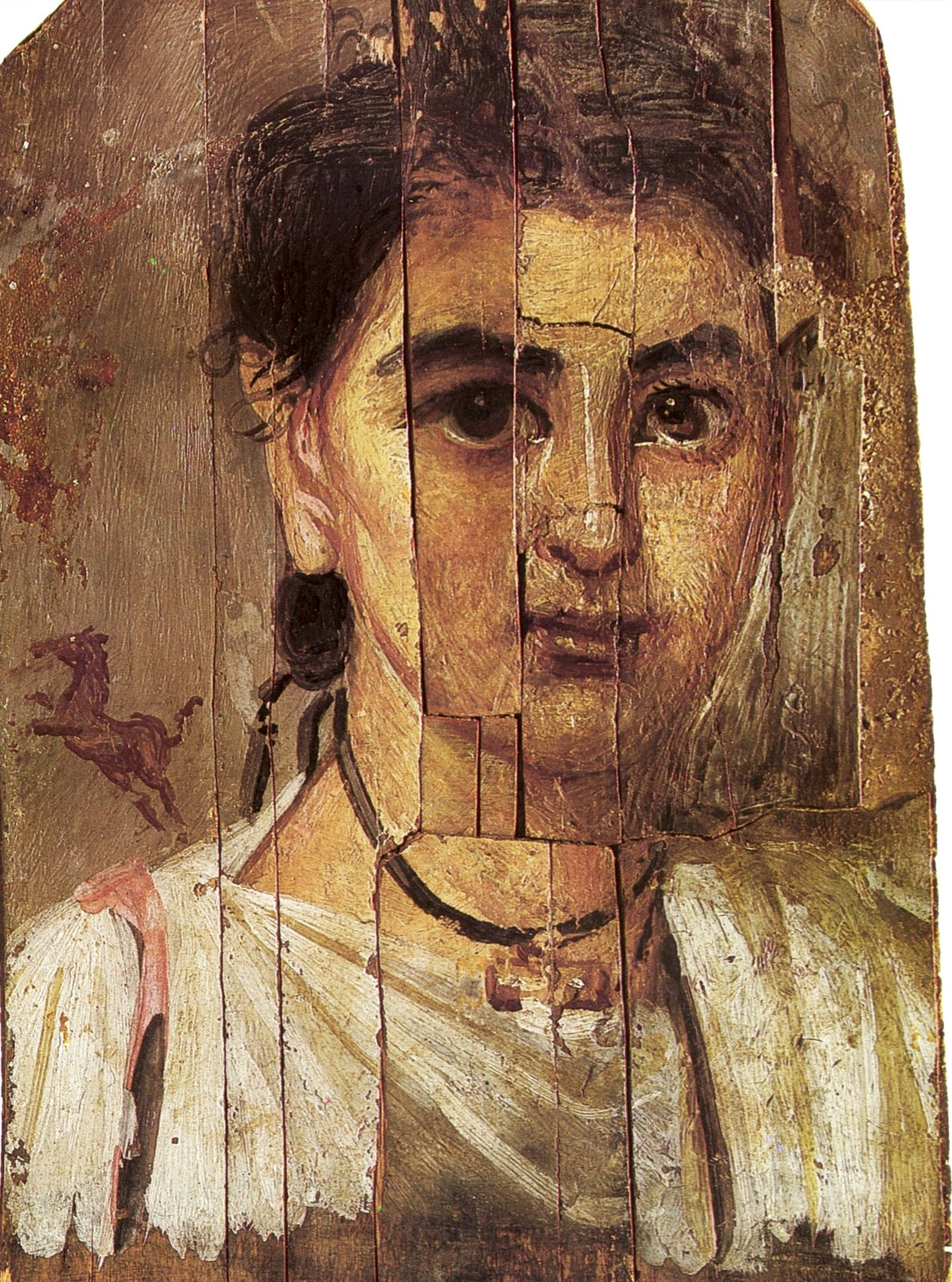
Joven de El-Fayum,, Varsovia. Encáustica sobre madera.

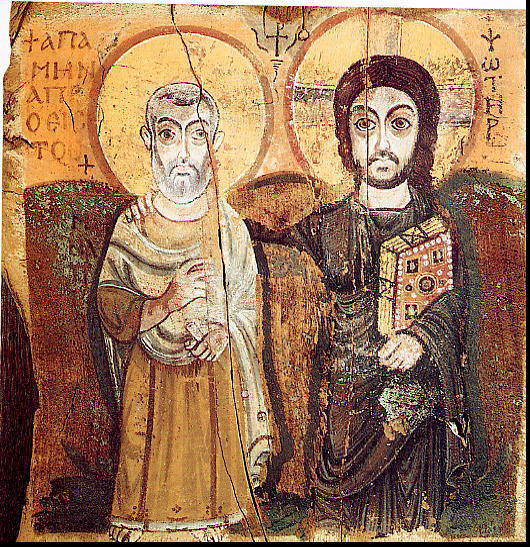
Cristo y San Menas. Icono copto del de Egipto (Museo del Louvre).

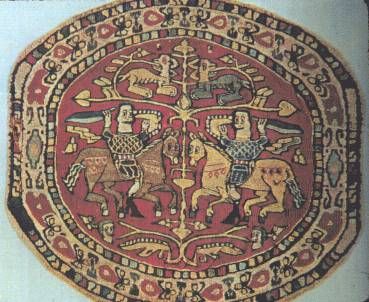
Rondel, lana sobre lino,, Siria o Egipto. Museo Cooper Union.

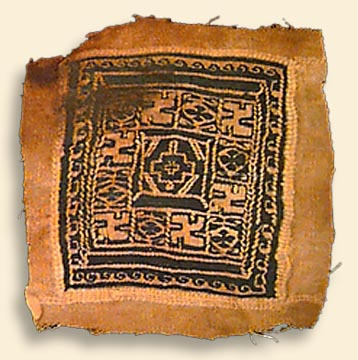
Ornamento tunecino, tapicerìa en lana,. Colección California Academy of Sciences.

El arte copto es un término para referirse al arte egipcio producido en la era paleocristiana o al arte producido propiamente por los coptos.
Es conocido especialmente por sus frescos, textiles, miniaturas y trabajos en metal, muchos de los cuales se conservan en monasterios e iglesias. La artesanía es a menudo funcional, ya que eran pocas las diferencias entre artista y artesano, e incluye túnicas, lápidas y retratos de santos. 
El museo copto de El Cairo alberga algunos de los ejemplos más importantes de arte e iconografía copta.

## Orígenes
El arte copto muestra una mezcla de influencias nativas egipcias y helenísticas. Los símbolos y temas fueron tomados tanto de la mitología griega como de la egipcia, a menudo alterada para cumplir con las creencias cristianas. En menor medida, Persia y Siria influyeron también, con motivos como los grifos y el pavo real.

## Iconografía
Los iconos coptos se originaron en los de la antigüedad griega y egipcia, como se ve en los retratos de Fayum. Las caras de El Fayum son ejemplos de arte copto del siglo II a. C., con influencias helenísticas y romanas, pero algunos detalles distintivos del arte egipcio.
La conquista árabe de Egipto permitió al arte copto influir en el arte y arquitectura del Islam, con formas que luego serían integradas y difundidas por esta cultura.
A inicios del siglo IV, los frescos en las paredes de los templos y la iconografía constituían una auténtica expresión de la fe cristiana. 
Las imágenes de los santos muestran ojos y orejas grandes en relación con el resto de la cara, y bocas pequeñas. El conjunto de la figura presenta además cabezas agrandadas, reflejando una mayor espiritualidad. Los rostros de los mártires se mostraban serenos. 
Muchos artistas coptos no firmaban sus obras, pero los principales que se conocen incluyen a San Lucas, que se cree fue el primer iconógrafo, y dos Papas coptos, Macario I y Gabriel III.

## Influencia
La incorporación de elementos del arte y arquitectura coptos al Islam comenzó ya en el siglo VII.
Como la Iglesia de Alejandría fue la primera de África, las influencias coptas se difundieron a Sudán y Etiopía. Algunas formas de la cruz copta se conocen como «cruz etíope» y muchas iglesias de esos países muestran la influencia copta.

## Textiles
Se conservan muchos ejemplos de textiles coptos, gracias a la costumbre de incluirlos en el ajuar fúnebre y a la sequedad de las tumbas egipcias. Se trata de tejidos de lana o lino, en colores rojo, azul, amarillo, verde, púrpura, negro y marrón, obtenidos a partir de rubia, índigo, glastum, azafrán, púrpura de Tiro y carmín.
Los primeros telares eran horizontales, y con el tiempo se introdujeron los verticales. La prenda básica era la túnica, que pasó a ser la dalmática. Algunas se tejían de una pieza, y se las decoraba con clavi, decoración importada de Roma.
Algunos bellos ejemplos de textiles se exhiben en museos de todo el mundo, y la mayor colección se encuentra en el Museo Copto de El Cairo.
Decenas de miles de coloreados fragmentos forman parte de la colección de muchos museos, especialmente después de 1889, cuando el arqueólogo francés Albert Gayet publicó un catálogo de arte copto, y en el Museo Bulaq se realizó la primera exhibición de monumentos coptos.

## Arte moderno
Al arte copto moderno se lo conoce como «escuela neo-copta». En los últimos silos el principal medio expresivo han sido los iconos, que preservaron los aspectos más tradicionales. Los iconos coptos se relacionan más con la verdad religiosa y la belleza que con el realismo, la idea de profundidad o perspectiva. Igual que en la tradición bizantina, las figuras se muestran frontalmente, mirando rectamente al observador. En la época contemporánea los iconos coptos no se exhiben únicamente en iglesias, sino también en los hogares y altares de oración.
Durante el papado de Cyril VI, la aparición de pintores coptos como Isaac Fanous, junto a la reactivación del arte copto, impulsaron el desarrollo de la Escuela neo-copta contemporánea.